# 高宮まどか
高宮 まどか（たかみや まどか、1980年10月4日 - ）は、日本のAV女優。LINX所属。

## 略歴・人物
栃木県出身。
趣味・特技はアロマ、ペットと遊ぶ事。
2018年2月にデビューした熟女系AV女優。
黒川珠美という芸名で活動していたこともある。

## 作品

### アダルトDVD
2018年
- 初撮り人妻ドキュメント（2月1日、センタービレッジ）
- 隣の人妻 甘い匂いの寝室に侵入して…（5月20日、スターパラダイス）他出演:通野未帆、柳あきら、美原すみれ
- 人妻生保レディのフェラチオ勧誘 2（5月20日、スターパラダイス）他出演:京野美麗、神崎清乃、北川エリカ
- 田舎から来たプリ尻母ちゃんにエッチないたずら（5月20日、スターパラダイス）
- 私みたいなおばさんが本当にいいの? 初めての不倫セックスに悶え乱れる美熟妻たち…（6月27日、グラフィティジャパン）他出演:西浦紀香、藤崎美冬
- 投稿秘話 結婚20年目夫婦の営み とにかく妻は私のアレが大好きなんです。（11月13日、FAプロ）
- お義父さんもうアソコが疼いて濡れているんです…（11月22日、タカラ映像）
- 発射無制限! 抜かずの連続中出しソープ 絶対に生で連射させてくれる熟女妻4名（11月23日、クリスタル映像）他出演:麻生まり、大橋依織 ほか
- ガチンコ中出し!顔出し!五十路ナンパ in品川（11月24日、ホットエンターテイメント）他出演:富永麻衣子、竹内梨恵、藤崎美冬、音羽文子
- 素人!! 母娘ナンパ中出し!! Vol 14（11月27日、グラフィティジャパン）共演:大橋依織　他出演:前田あこ、汐河佳奈、白咲唯、富永麻衣子
- ザ・面接 VOL.160 しゃぶりたい 咥えたい 触りまくりたい 腰振って 汁は大量に出ます（12月30日（レンタル）/2019年2月22日（セル）、アテナ映像）他出演:神谷充希、結城かすみ、久保今日子、楠木奏、桃山凛、松本紗和、三条つばさ

2019年
- 官能ドラマ 濃厚密着不倫セックスに溺れてしまう人妻たち… 3章（1月27日、グラフィティジャパン）他出演:汐河佳奈、富永麻衣子
- 「おばさんを酔わせてどうするつもり?」 若い男女で溢れ返る相席居酒屋で一人呑みしている熟女を狙い撃ちで口説いてお持ち帰り! 寂しさと欲求不満が募った素人奥さんの乾いたカラダはよく濡れる!! VOL.29（2月14日、熟女LAB）※「祥子」名義　他出演:静子
- このおばさん糞ヤバっ!! 私をメチャクチャにして下さい! 調教志願ドM変態人妻（4月1日、五十路ん）※「まどか」名義
- 父親にバレないように、田舎の母親との淫らな生活（5月20日、スターパラダイス）他出演:宮前奈美、山口敦子、青井まり、仲川舞子
- ザ・面接 VOL.162 ケツの穴 指4本とか 子宮コリコリとか 出るもん全部だせや〜（6月30日（レンタル）/8月23日（セル）、アテナ映像）他出演:綾瀬さくら、大峰雅、松ゆきの、野澤すずか、ましろ杏、泉りおん、新倉まさみ
- あなた許して 第4章 義父に無理やり犯られる密着セックス、夫よりも若い男との濃厚密着不倫セックスに乱れイキまくる9人の人妻たち…（10月27日、グラフィティジャパン）他出演:香澄莉緒、汐河佳奈、富永麻衣子、夏希のあ、本間麗花、横山みれい、真仲佐知、御木本さやか
- セックスの匂いがする 義母（11月13日、FAプロ）他出演:今泉佐保、三条つばさ、名取花恵